# Michael Schwerner

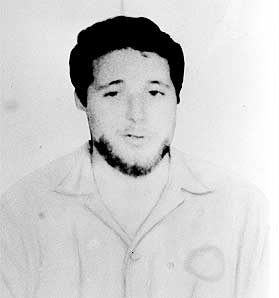
Michael Schwerner auf einem Foto des FBI

Michael Schwerner (* 6. November 1939; † 21. Juni 1964) war ein US-amerikanischer Bürgerrechtler und Sozialarbeiter, der 1964 ermordet wurde.
2014 wurde er postum mit der Presidential Medal of Freedom ausgezeichnet.

## Frühe Jahre
Schwerner stammte aus einem jüdischen Elternhaus und ging auf die Pelham Memorial High School in Pelham, New York. Er hatte bei Freunden und Kollegen den Spitznamen Mickey. Seine Mutter war Lehrerin für Naturwissenschaften an der New Rochelle High School, und sein Vater war Geschäftsmann. Schwerner besuchte später die Michigan State University und wollte Tierarzt werden.
Er ging dann aber doch an die Cornell University, wo er ein Soziologie-Studium begann. Er trat der Verbindung Alpha Epsilon Pi bei. Später ging er an die Columbia University.
Er war als Kind mit Robert Reich befreundet, der später US-Arbeitsminister wurde.

## Aktivist
Er führte eine Congress-of-Racial-Equality-Gruppe auf der Lower East Side, Manhattan. 1963 nahm er an einer Protestaktion teil, die die Rassentrennung im Gwynn Oak Amusement Park in Maryland aufheben wollte. Die Lage in den Südstaaten führten dazu, dass Schwerner mit seiner Frau Rita in der Sektion des National CORE in Mississippi arbeiten wollte. Dort arbeitete er mit Dave Dennis, dem Mississippi-Direktor von CORE, zusammen.
Im Sommer 1964 nahm Schwerner an der „Freedom Summer“-Kampagne teil, die das Ziel hatte, schwarze Amerikaner in Mississippi als Wähler zu registrieren, was zu dieser Zeit durch rassistische lokale Behörden in den Südstaaten massiv behindert wurde.

## Ermordung
Am Morgen des 21. Juni 1964 brach Schwerner mit den Aktivisten Andrew Goodman und James Earl Chaney auf, um zu einer Kirche zu fahren, die aus rassistischen Motiven niedergebrannt worden war. Anhänger der White Knights of the Ku Klux Klan stoppten sie auf dem Weg dorthin und erschossen zunächst Schwerner, dann Goodman und zuletzt Chaney. Ihre Leichen wurden in einem Erdwall vergraben.
FBI-Agenten gelang es, den Fall aufzuklären, jedoch wurden die Täter nicht wegen Mordes angeklagt und bekamen daher nur milde Freiheitsstrafen. Einer der Täter, Edgar Ray Killen, wurde zunächst 1967 freigesprochen, am 21. Juni 2005 aber erneut vor Gericht gestellt und verurteilt; trotzdem kam er frei, ein Urteil dagegen wurde erst 2007 vom höchsten Gericht Mississippis bestätigt. Killen starb 2018 im Mississippi State Penitentiary.
Die Ermordung der drei Aktivisten und die anschließende FBI-Ermittlung diente dem US-amerikanischen Spielfilm Mississippi Burning – Die Wurzel des Hasses als Vorlage.

## Ehrungen
- 2008 benannte sein Heimatort Pelham (New York, Town) einen Abschnitt der Harmon Avenue in „Michael Schwerner Way“ um.[4]
- 2014 zeichnete Barack Obama Schwerner, Goodman und Chaney postum mit der Presidential Medal of Freedom aus.[5]